# Route nationale 85
Die N85 ist eine französische Nationalstraße, die 1824 in zwei Teilen von der N75 unterbrochen zwischen Bourgoin-Jallieu und Grasse festgelegt wurde. Ihre Gesamtlänge betrug 350 Kilometer. Sie geht auf die Route impériale 103 zurück. 1828 wurde sie bis Antibes verlängert, da die N7 eine neue Führung erhielt. Damit war sie 371 Kilometer lang. 1870 wurde sie von dieser Trasse wieder heruntergenommen und über die D6 (bis 1860 als D15 im Département Var) nach Cagnes-sur-Mer geführt. Die Länge änderte sich auf 376 Kilometer. 1932 erhielt sie den Titel „Route Napoléon“, da sie im Wesentlichen der Marschroute Napoléons bei seiner Rückkehr von Elba im Jahre 1815 entspricht. 1973 erfolgte die Abstufung zwischen Grasse und Cagnes-sur-Mer. 1978 folgte eine Neutrassierung:
- N 85 Bourgoin-Jallieu - Grasse
- N 567 Grasse - Cannes

2006 wurde die N85 auf die Abschnitte zwischen Le Pont-de-Claix und Gap sowie Château-Arnoux-Saint-Auban und Barrême reduziert.

## N85a
Die N85A war ein Seitenast der N85, der 1933 bei Saint-Firmin abzweigte und nach La Chapelle-en-Valgaudémar führte. Er war 18 Kilometer lang und wurde 1973 abgestuft.

## N1085
Die erste N1085 entstand 1990 als Schnellstraße zwischen Grasse und Cannes parallel zur N85. Seit 2006 ist die Straße die Départementstraße 6185. Eine zweite N1085 entstand 1996 als Südumgehung von Digne-les-Bains. Auf diese wurde 2004 die N85 verlegt.

## N2085
Die Bezeichnung N2085 wurde ab 1933 für mehrere Ortsdurchfahrten der N85 verwendet, als diese jeweils auf eine Umgehungsstraße um den Ort verlegt wurde. Alle sind seit 2006 Départementstraßen.
- Pont-de-Claix (D1085A)
- Basse-Jarrie (D1085B)
- Pierre-Châtel (D1085C)
- Poët (D22 & D722)

Außerdem wurde die Nummer für die N85 zwischen Grasse und Cannes verwendet, als diese auf die Schnellstraße N1085 umgelegt wurde.